# Observatoire spatial mondial-Ultraviolet
L'Observatoire Spatial Mondial-Ultraviolet ou WSO-UV (en anglais World Space Observatory - Ultraviolet) ou Spektr-UV ou Spektr-UF  est un télescope spatial fonctionnant dans l'ultraviolet développé par l'agence spatiale russe Roscosmos, avec des participations de l'Espagne, l'Allemagne, la Chine et l'Ukraine qui doit être lancé vers 2025. Le télescope de 1,7 mètre de diamètre équipé de ses spectrographes devrait avoir  dans le domaine de l'ultraviolet des performances supérieures à celles du télescope Hubble.

## Objectifs
Le télescope WSO-UV doit étudier les domaines suivants :
- Étude des phénomènes physiques se déroulant au sein des étoiles à travers des manifestations telles que les disques d’accrétion, etc.
- Étude des populations d'étoiles au sein de notre galaxie et des galaxies voisines.
- Étude des couches extérieures de l'atmosphère des planètes du système solaire et des exoplanètes[1].

## Caractéristiques du télescope
L'instrument principal est un Télescope Ritchey-Chrétien T-170M de 1,7 mètre de diamètre avec un champ optique de 30 arcs-minutes et une longueur focale de 17 mètres. Il est équipé avec les instruments suivants :
- VUVES est un spectrographe haute résolution (55000) observant dans le spectre 107-172 nm.
- UVES est un spectrographe haute résolution (55000) observant dans le spectre 174-310 nm.
- LSS (Long-Slit Spectograph) est un spectrographe à fente basse résolution (2500) observant dans le spectre 102-310 nm.
- ISSIS (Imaging and Slitless Spectroscopy Instrument for Surveys) est un imageur à trois canaux : 120-200 nm; , 120-600 nm optimisé pour 120-270 nm, 120-600 nm, optimisé pour 270-600 nm.

## Déroulement du projet et de la mission
Le projet est piloté par l'agence spatiale russe Roscosmos qui est responsable de la fourniture de la plateforme du satellite, de la partie optique, du système de lancement et du segment sol. L’Allemagne fournit les spectrographes VUVES et UVES, l'Espagne l'imageur ISSIS, l'Ukraine le lanceur Zenit 2SB et la Chine le spectrographe LSS. Le satellite est construit par Lavotchkine et le miroir primaire est fourni par l'entreprise russe Lytkarino.
Le télescope doit être lancé vers 2025 par une fusée Zenit 2SB depuis le cosmodrome de Baïkonour et placé sur une orbite géosynchrone. La durée de vie prévue est de 10 ans.